# Leuchttürme Lesnoi
Die Leuchttürme Lesnoi sind drei Richtfeuer auf der Lesnoi-Insel (etwa ‚Waldinsel‘) im Hafen von Sankt Petersburg (Russland) am Ufer der Newabucht des Finnischen Meerbusens (Ostsee).
Mit einer Höhe von 73 Metern (76 Meter über dem Meeresspiegel) ist das Oberfeuer (hinterer Turm) der vierthöchste ‚traditionelle‘ Leuchtturm der Welt, der höchste Leuchtturm Russlands und der höchste Richtfeuerturm der Welt.
Die „Partner“ der Richtfeuerlinie  sind das Lesnoi Unterfeuer (vorn) und das Lesnoi Mittelfeuer (330 m von vorn). Das Oberfeuer ist 1930 m vom Unterfeuer entfernt. Diese Linie leitet auf ≈122,1° die Schiffe durch den Seekanal in den Hafen.
| Richtfeuer | Richtfeuer  | Koordinaten                            | Kennung                                | Reichweite                             | Höhe                                   | Feuerhöhe                              | UKHO # NGA #                           |
| --- | ----------- | -------------------------------------- | -------------------------------------- | -------------------------------------- | -------------------------------------- | -------------------------------------- | -------------------------------------- |
| Bild gesucht Die Wikipedia wünscht sich an dieser Stelle ein Bild vom hier behandelten Ort. Falls du dabei helfen möchtest, erklärt die Anleitung , wie das geht. BW | Unterfeuer  | 59° 53′ 3,5″ N, 30° 11′ 4,8″ O         | Oc.R.3s                                | 10 sm (18,5 km)                        | 52 ft (15,8 m)                         | 69 ft (21 m)                           | C4062 13062                            |
| Bild gesucht Die Wikipedia wünscht sich an dieser Stelle ein Bild vom hier behandelten Ort. Falls du dabei helfen möchtest, erklärt die Anleitung , wie das geht. BW | Mittelfeuer | 59° 52′ 59,3″ N, 30° 11′ 24,8″ O       | Oc.G.5s                                | 3 sm (5,6 km)                          | 79 ft (24,1 m)                         | 89 ft (27,1 m)                         | C4062.05 13062.2                       |
| | Oberfeuer   | siehe Infobox rechts Leuchtturm Lesnoi | siehe Infobox rechts Leuchtturm Lesnoi | siehe Infobox rechts Leuchtturm Lesnoi | siehe Infobox rechts Leuchtturm Lesnoi | siehe Infobox rechts Leuchtturm Lesnoi | siehe Infobox rechts Leuchtturm Lesnoi |